# 가바야키

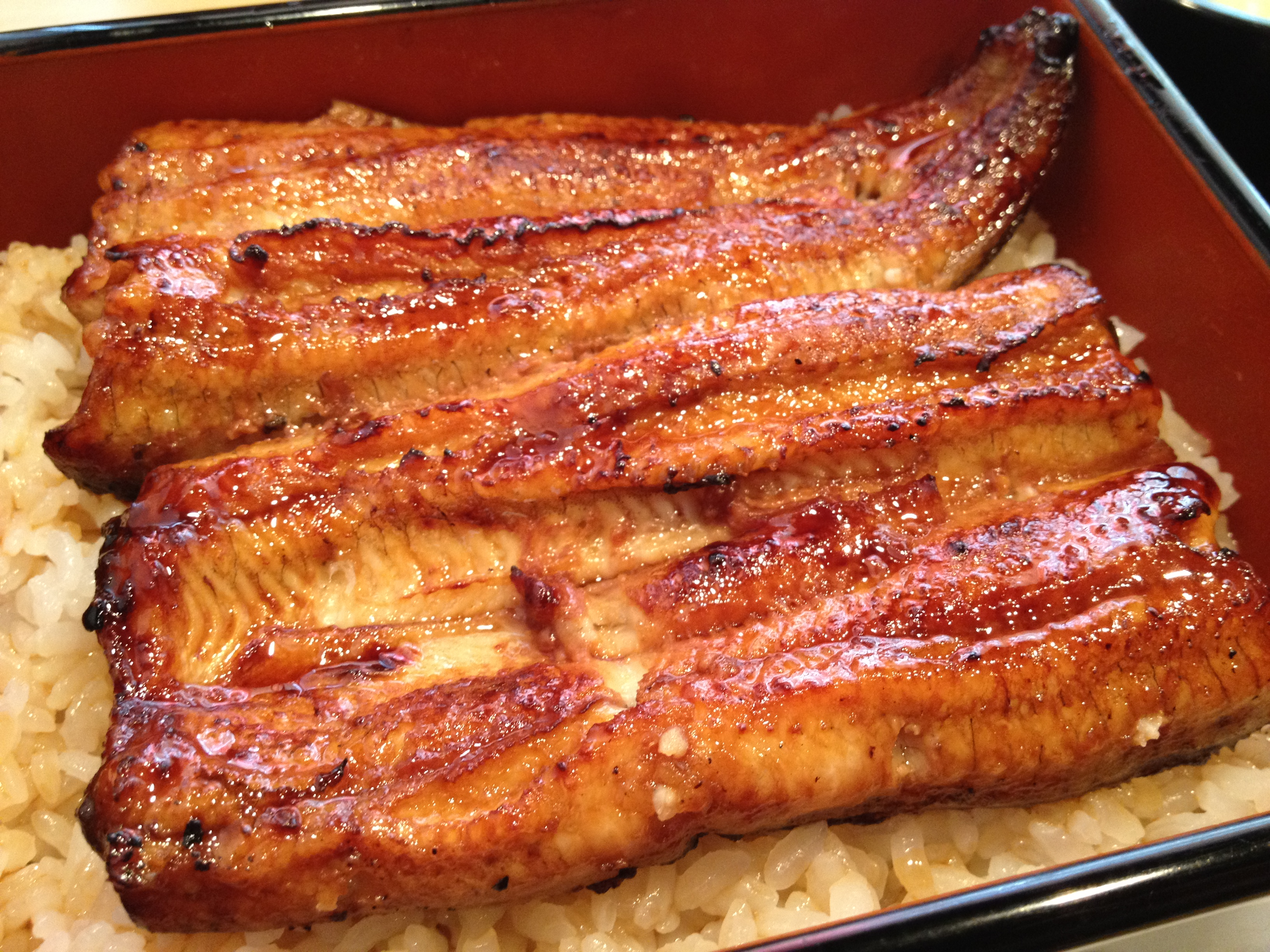
가바야키

가바야키(일본어: 蒲焼, かばやき)는 뱀장어, 갯장어, 미꾸라지 따위의 등을 잘라 뼈를 바르고 토막 쳐서 양념을 발라 꼬챙이에 꿰어 구운 일본 요리이다. 양념에는 진간장, 맛술, 설탕, 술 등이 들어가며 데리야키의 일종으로 보기도 한다.
에도 요리의 일종으로 에도 지역의 전통적인 향토 요리에 속하기도 한다.

## 명칭
일본에서 그냥 '가바야키'라 하면 장어구이를 가리키는 경우가 많지만 꽁치, 정어리 구이도 있으며 통조림도 인기가 많다. 전후 일본이 경제성강기에 접어들기 전에는 메기 구이도 흔히 먹었다. 이밖의 재료로는 갯장어, 미꾸라지, 짱뚱어, 칠성장어 등이 사용된다. 가지나 두부껍질을 재료로 한 변형 요리도 있다.
'가바야키' (蒲焼)라는 명칭의 유래에 대해서는 다음과 같은 설이 있다.
- 가바야키를 직역하면 '부들구이'가 되는데, 이름 그대로 부들의 이삭에서 유래했다는 설[2][7]
  - 장어를 갈라 뼈를 제거하고 꼬치로 만드는 조리법이 자리잡기 전, 완성된 꼬치구이의 모습이 부들의 이삭과 비슷했다는 설[8]
  - <오쿠사가 요리서> (大草家料理書)에서는 장어를 통째로 세로로 꽂아 간장과 술로 맛을 낸 다음 구워 조리한다고 기록되어 있다[1][3][9] (참고로 <오쿠사가 요리서>의 집필 시기에 관해서는 <일본요리유래사전> (日本料理由来事典)과 <의식주어원사전> (衣食住語源辞典)에선 에도시대 초로 보고 있는 반면[9][3] <도설에도요리사전> (図説江戸料理事典)에서는 무로마치 시대에 쓰여진 것으로 본다[1]).
  - <대언해> (大言海)에서는 그 모습이 부들의 이삭과 닮았다는 점에서 붙여진 '가바호코야키' (蒲鉾焼)를 줄여 부른 말이라고 하며, '가마야키' (がま焼 →두꺼비 구이) 내지는 '카마야키' (かま焼 →가마솥 구이)가 와전된 것이라는 설도 있다.[3]
- '가바노키' (樺の木, →자작나무)에서 유래했다는 설.[7] 구웠을 때의 색상과 모양이 자작나무 껍질과 비슷하다는 설이다.[3][10]
- 굽는 냄새가 빨리 전해진다고 하여 냄새 향 (香)자를 붙인 이름 '가바야키' (香疾焼)에서 유래했다는 설[7]
- 나카야마 도의 역참마을인 우라와 마을 사람들이 여행자에게 내었던 요리라는 설

일본의 장어구이는 에도가 개발될 당시 간척으로 생긴 이탄 습지에 정착한 장어들을 잡아 노동자의 음식으로 삼은 것에서 출발했지만, 이 당시의 가바야키는 말 그대로 부들의 이삭처럼 양념 없이 장어를 토막내 꼬치에 꽂아 구운 것으로, 소바와 함께 저렴한 포장마차 요리 중 하나였다. 이처럼 가바야키로 만드는 경우가 일반적인 꼼장어와 붕장어 등에 양념장을 바르지 않고 구웠을 경우에는 '시로야키' (白焼)라고 부른다.

## 장어 가바야키

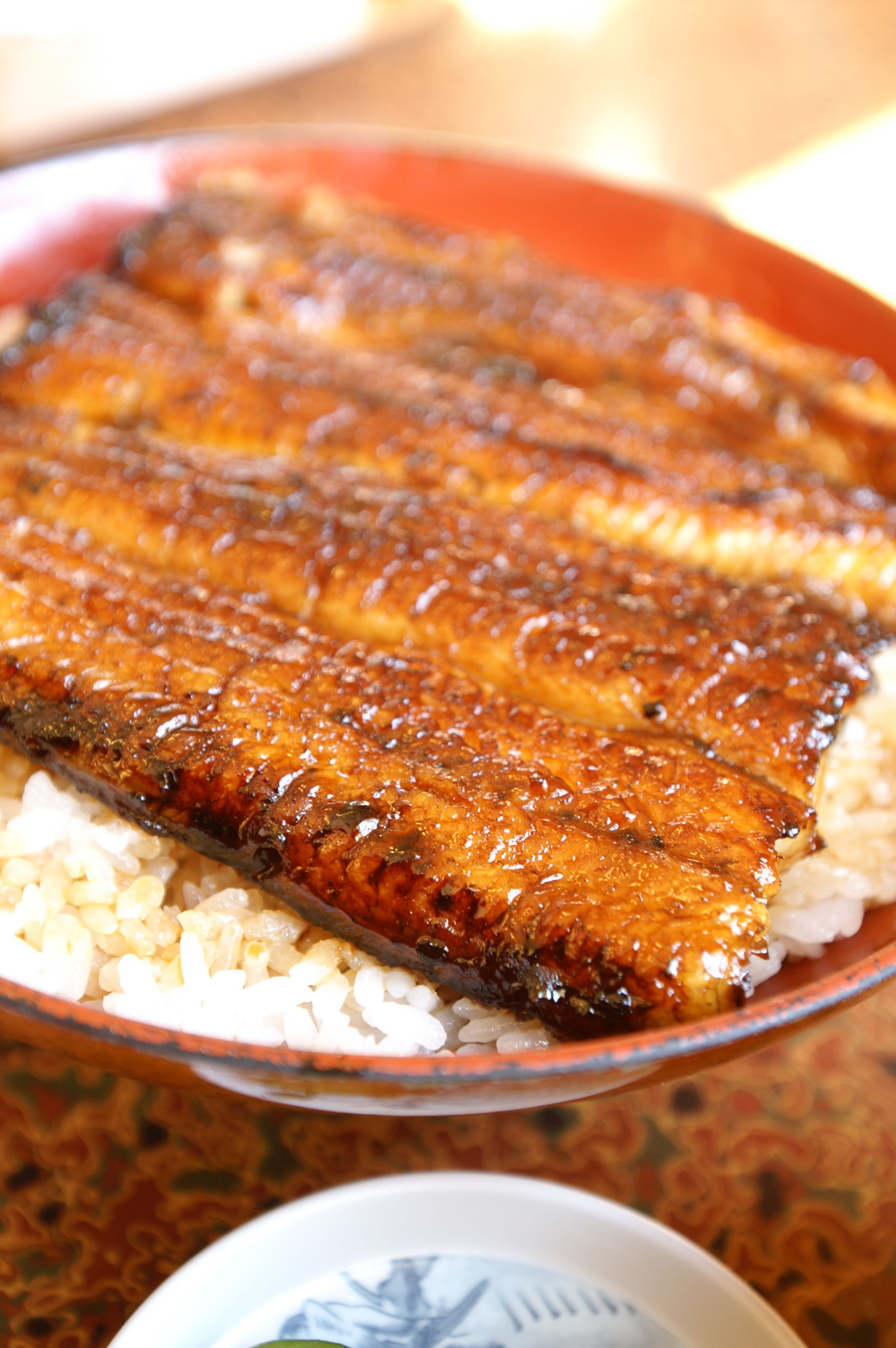
장어 가바야키를 밥에 얹은 요리, 장어덮밥

한국의 장어구이에 해당되는 장어 가바야키 (ウナギの蒲焼)는 상술했듯 단순히 '가바야키'라 부르는 경우가 많다. 일본에서 장어는 대부분 구워서 먹을 때가 많다는 이유도 있다. 구이에 사용되는 양념장은 '다레' (たれ)라 부르며 간장과 설탕 등으로 조리된 것이다. 장어의 머리부분에 해당되는 '한스케' (半助)를 구워 파는 집도 있다. 장어의 지방이나 육즙이 양념에 스며들어 서서히 풍미가 좋아진다는 점으로 인해 더 부어가면서 사용하는 가게가 많다.
일본에서는 장어구이를 두고 "꿰는 데 3년, 자르는 데 5년, 굽는 데 한평생" (串打ち三年、割き五年、焼き一生)이라는 격언이 있다. 최상의 장어구이는 그 조리법을 터득하는 것이 하루아침에 되는 게 아니며, 평생의 수련이 필요할 정도라는 의미다.
장어구이의 조리법은 일본 각 지방과 가게마다 크게 다르다. 장어를 취급하는 집에서는 전용 칼로 '우나기사키' (うなぎ裂き)를 두고 쓰는 경오가 많은데 이것도 지역에 따라 에도산, 교토산, 오사카산 등 칼의 형태도 많이 다르다. 장어구이를 구울 때에는 손질한 장어 중 홀쭉한 것부터 골라서, 대나무꼬치를 미리 꽂아 둔 가로로 길쭉한 구이대 (꼬치구이대)에다 굽는 경우가 일반적이다.

## 같이 보기
- 장어
- 장어구이 (한국의 요리)